# Panek (Wzgórza Bielawskie)

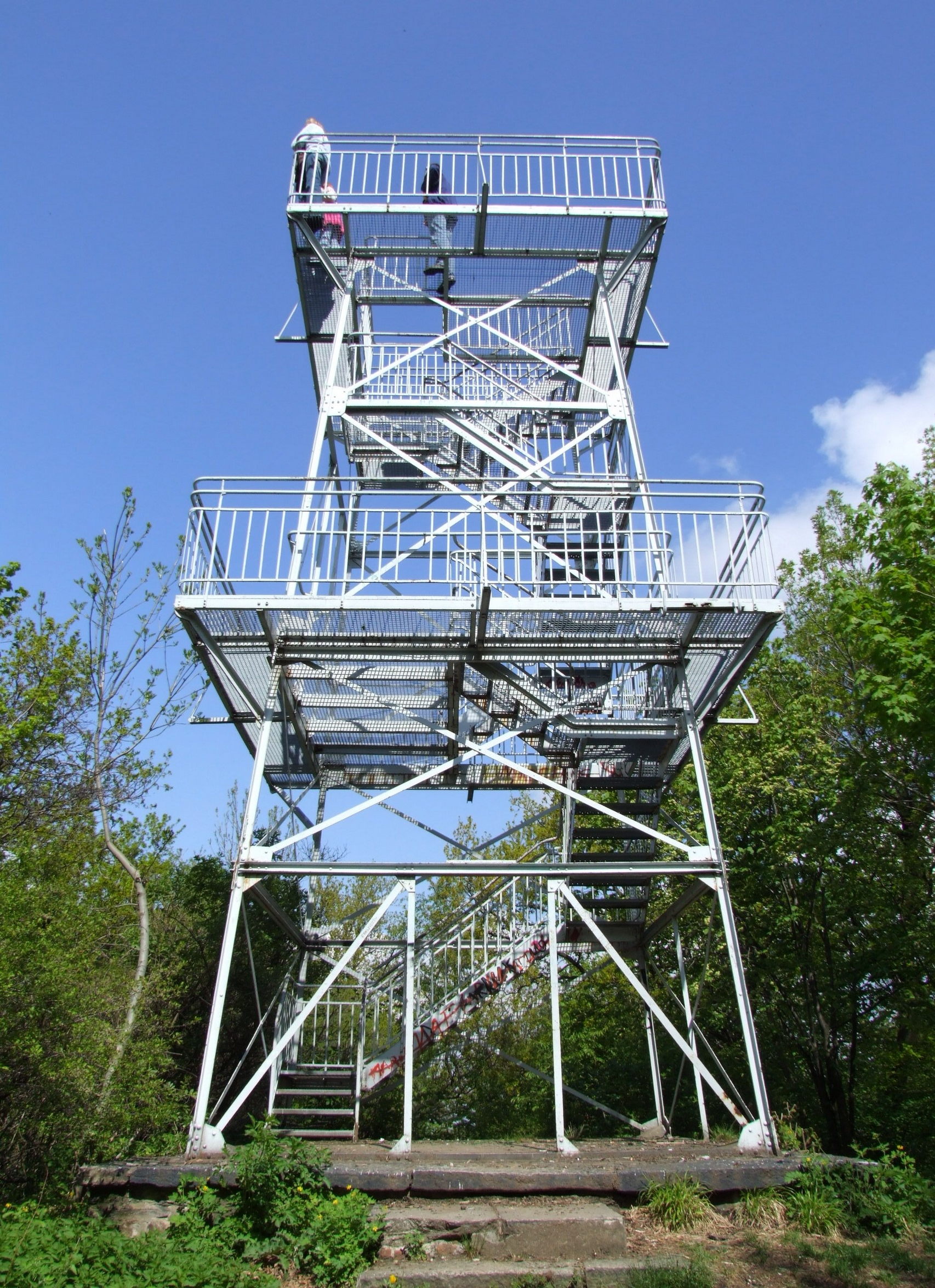
Wieża widokowa na Panku

Panek (niem. Herrleinberg), także Góra Parkowa (nazwa oboczna) – wzniesienie o wysokości 455 m n.p.m., piąty najwyższy szczyt Wzgórz Bielawskich. Leży ona u podnóża Gór Sowich, nieopodal centrum Bielawy.

## Nazwa
Do 1945 roku wzniesienie nosiło niemiecką nazwę Herrleinberg. Jej pochodną są używane lokalnie potoczne nazwy Holimberek, Halimberek czy Helimberek.
Zarządzenie nr 70 Prezesa Rady Ministrów z dnia 30 marca 1954 w sprawie przywrócenia i ustalenia urzędowych nazw obiektów fizjograficznych Dolnego i Górnego Śląska, określiło nazwę wzniesienia jako Panek (będącą tłumaczeniem nazwy niemieckiej). Nazwa ta jako główna figuruje w Państwowym Rejestrze Nazw Geograficznych.
Nazwą oboczną wzniesienia jest Góra Parkowa. Lokalnie obiekt znany jest także - za sprawą legendy - jako Góra Krasnoludków.

## Zagospodarowanie turystyczne
Okolice Góry Parkowej są porośnięte lasem mieszanym z przewagą świerku, lipy i dębu, na terenie lasu znajduje się sieć ścieżek spacerowych i rowerowych.
Na szczycie znajduje się postawiona w czerwcu 1925 roku wieża widokowa, do której prowadzą 3 oznakowane szlaki turystyki pieszej o zróżnicowanym stopniu trudności. Z wieży można podziwiać panoramę Bielawy i okolic, a przy dobrej pogodzie można dostrzec miejscowości oddalone nawet o 30 km. Pierwsze dwie wieże posiadały konstrukcję drewnianą. Obecna konstrukcja stalowa była pierwszą tego typu w powiecie, a jej fundatorem był miejscowy oddział Eulengebirgsverein (Towarzystwa Sowiogórskiego) z Wolfgangiem Dierigiem jako przewodniczącym. Na jego cześć wieża otrzymała jego imię (niem. Wolfgangturm). W pobliżu szczytu funkcjonowała restauracja (planowane jest odtworzenie w tym miejscu usług gastronomicznych). Po stronie zachodniej zbocza znajduje się ściana skalna zwana Białą Skałką, będąca pozostałością po zamkniętym w XIX w. kamieniołomie.
Na północnym zboczu Panka znajdują się 200-metrowy wyciąg narciarski „Krasnal” o nachyleniu 14° oraz stok saneczkowy. W środkowej części stoku od strony południowej, w pobliżu nieczynnego wyciągu narciarskiego, powstały stanowiska do grillowania.
U podnóża Panka w ciągu drogi wojewódzkiej nr 384 przebiega obwodnica Bielawy.
Północno-zachodnie stoki Panka łączą się z niewielkim wzniesieniem Studnik o wysokości 375 m n.p.m., zwanym też Górą Maślaną (do 1945 używano nazwy niemieckiej Butterberg). Na zachodnim stoku znajduje się kulminacja 391 m n.p.m, określana potocznie jako Góra Maciek lub Góra Poganka' (brak nazwy oficjalnej w jęz. polskim, niem. Heidelberg). Teren na wschód od kulminacji ma niewielkie nachylenie. Przed 1940 rokiem obszar ten należał do firmy Dierig (po 1945 BZPB im. II Armii WP, zlikwidowany w 2008), która wykorzystywała go jako pastwiska swojego gospodarstwa rolnego. Bydło wypasano tu do końca lat 60. XX w., po czym na miejscu pastwisk powstały ogródki działkowe im. Gen. Wł. Sikorskiego i „Radość” (zał. 1976), obecnie w znacznej mierze zaniedbane. Zachodnie stoki Studnika są strome i porośnięte lasem.
U podnóża Góry Parkowej znajduje się staw rybny o powierzchni 3,2 hektara i głębokości 2 metry zwany Cegielnią. Akwen zarządzany jest przez PZW, który corocznie organizuje na nim zawody spławikowe o puchar prezesa Koła PZW Bielawa. Spotyka się w nim takie gatunki, jak szczupak, płoć, karaś, karp, leszcz i okoń. Staw powstał w rezultacie zalania wodą wyrobiska gliny funkcjonującej tu do 1945 cegielni. Ze źródeł kartograficznych wynika, że wyrobisko (Lehm Gruben) funkcjonowało już w 1896 lub wcześniej, natomiast powstała przy nim później cegielnia (Ziegelei) B. Neugebauera pojawiła się na mapach wraz z zabudowaniami i kominem wypalarni w l. 1923, 1936 i 1940.

## Pomnik Felsmanna
Przez las na zboczu Góry Maciek prowadziła ścieżka skracająca drogę z południowej części Bielawy do drogi prowadzącej do restauracji i szczytu Góry Parkowej. Obok ścieżki na skraju lasu na północny zachód od kulminacji Góra Maciek 21 maja 1921 odsłonięto pomnik ku czci Paula Hugona Felsmanna, zmarłego przewodniczącego Towarzystwa Sowiogórskiego (Eulengebirgeverein). Na pochodzącym z ostroszowickiej żwirowni głazie narzutowym (kwarcyt) wyryto napis „Seinem/ verdienstvollen Vorsitzenden/ Herrn Paul Felsmann/ d. E.G.V. Langenbielau 1915”  (pol. "Wielce zasłużonemu przewodniczącemu Panu Paulowi Felsmannowi Towarzystwo Sowiogórskie, Bielawa 1915"). Głaz, z którego wykonano pomnik, miał masę ponad 1 t (22 cetnary). Pomnik widnieje m.in. na niemieckiej mapie stolikowej (Messtischblatt) z 1940. Po II wojnie światowej zrzucono go z cokołu (który został rozebrany) i przewrócono licem do gruntu, przez co został porośnięty przez górską roślinność i uznany za zaginiony. W 2007 pomnik został odnaleziony, a 21 maja 2012 władze miasta zorganizowały uroczystość odsłonięcia kamienia w nowej lokalizacji nieopodal Bielawskiej Placówki Muzealnej przy ul. Piastowskiej 19 w Bielawie.
Niemiecka nazwa Góry Maciek - "Heidelberg" - pochodzi od nazwiska właściciela, który przekazał teren w celu wystawienia monumentu upamiętniającego Paula Hugona Felsmanna. Mniej prawdopodobne jest wiązanie nazwy z przekonaniem, że porastające górę dęby pochodzą z czasów pogańskich (Heide – niem. poganin).

## Szlaki turystyczne
droga Szklary-Samborowice – Jagielno – Przeworno – Gromnik – Biały Kościół – Nieszkowice – Żelowice – Ostra Góra – Niemcza – Tatarski Okop – Gilów – Marianówek – Piława Dolna – Owiesno – Myśliszów – Panek (Góra Parkowa) – Bielawa – Kalenica – Nowa Ruda – Tłumaczów – Radków – Pasterka – Karłów – Skalne Grzyby – Batorów – Duszniki-Zdrój – Szczytna – Zamek Leśna – Polanica-Zdrój – Bystrzyca Kłodzka – Igliczna – Międzygórze – Przełęcz Puchacza